# Nakhon Nayok (rivier)

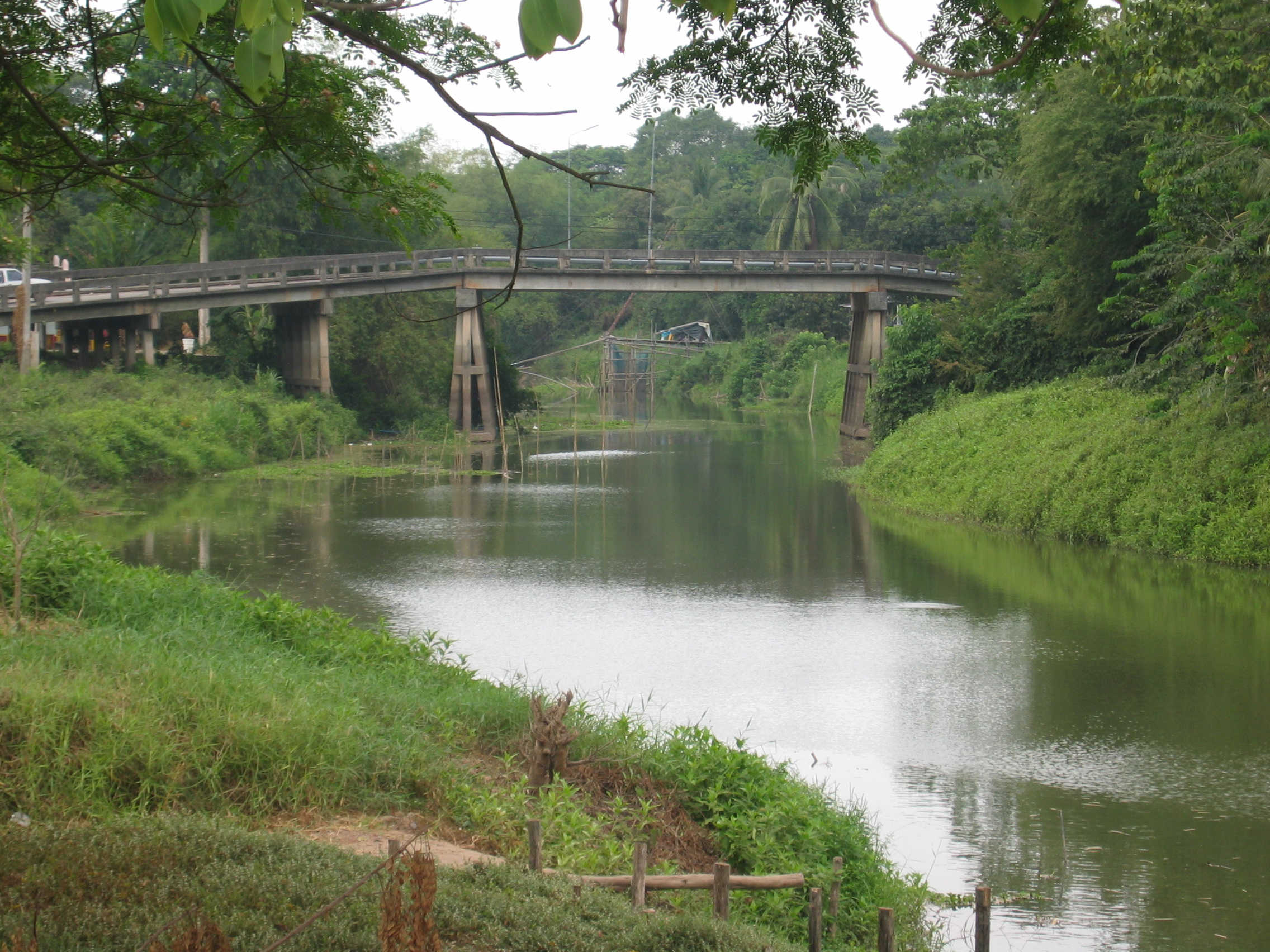
Nakhon Nayok

De Nakhon Nayok is een rivier in Thailand. De rivier ontspringt in de provincie Nakhon Nayok en mondt uit in de Bang Pakong (rivier in Centraal-Thailand). De rivier is 110 kilometer lang.